# Luka Janežič
Luka Janežič (né le 14 novembre 1995 à Ljubljana) est un athlète slovène, spécialiste du 400 mètres.
Il est l'actuel détenteur du record de Slovénie du 400m en plein air ainsi qu'en salle.

## Biographie
Le 1er juillet 2015, il porte son record du 400 m à 45 s 44. 
Il remporte la médaille de bronze aux Championnats d'Europe espoirs d'athlétisme 2015 d'athlétisme 2015 à Tallinn en Estonie, finissant dans le même temps que le deuxième, le Russe Pavel Ivashko.
Le 23 août 2015, il bat ce record de Slovénie en 45 s 28 lors des séries des Championnats du monde d'athlétisme 2015 à Pékin. Il l'améliore ultérieurement à 45 s 22 à Madrid le 23 juin 2016 et accède à la finale du 400 m lors des Championnats d'Europe d'athlétisme 2016 à Amsterdam. 
Aux Jeux olympiques de Rio de Janeiro il est demi-finaliste en 45 s 07, un nouveau record national.
Le 24 juin 2017, il établit son record personnel du 200 mètres en 20 s 60 lors des championnats d'Europe par équipes d'athlétisme, à Tel-Aviv, établissant ainsi la 3e meilleure performance slovène sur 200 m, derrière Matic Osovnikar (20 s 47) et Jan Zumer (20 s 59).
Il remporte la médaille d'or du 400 m lors des Championnats d'Europe espoirs d'athlétisme 2017 à Bydgoszcz en Pologne avec le temps de 45 s 33. Il bat le Norvégien Karsten Warholm (45 s 75) et le Danois Benjamin Lobo Vedel (46 s 08).
Le 21 juillet 2017 lors du Meeting Herculis à Monaco, il se classe 6e du 400 m en établissant un nouveau record national de 44 s 84.
Grâce à ce temps, il se qualifie pour les Championnats du monde d'athlétisme 2017 mais ne passera pas le cap des séries avec le 36e temps en 46 s 02.
Il commence la saison en salle 2018 en battant le record national du 400 mètres en salle avec le temps de 46 s 02 lors du Meeting de Vienne, le 27 janvier 2018.
Le 8 février, lors du Madrid Indoor Meeting, il se classe 2e du 400 m avec un temps de 46 s 08, derrière Oscar Husillos (45 s 86).

## Palmarès
| Date | Compétition                        | Lieu                               | Résultat | Épreuve   | Temps         |
| ---- | ---------------------------------- | ---------------------------------- | -------- | --------- | ------------- |
| 2015 | Championnats d'Europe espoirs      | Tallinn                            | 3e       | 400 m     | 45 s 73       |
| 2015 | Championnats des Balkans           | Pitești                            | 1er      | 400 m     | 46 s 39       |
| 2016 | Championnats d'Europe              | Amsterdam                          | 5e       | 400 m     | 45 s 65       |
| 2017 | Championnats d'Europe par équipes  | Tel Aviv                           | 1er      | 200 m     | 20 s 60       |
| 2017 | Championnats d'Europe par équipes  | Tel Aviv                           | 1er      | 400 m     | 45 s 47       |
| 2017 | Championnats d'Europe par équipes  | Tel Aviv                           | 1er      | 4 x 400 m | 3 min 08 s 56 |
| 2017 | Championnats d'Europe espoirs      | Bydgoszcz                          | 1er      | 400 m     | 45 s 33       |
| 2018 | Championnats d'Europe              | Berlin                             | 5e       | 400 m     | 45 s 43       |
| 2019 | Circuit mondial en salle de l'IAAF | Circuit mondial en salle de l'IAAF | 3e       | 400 m     | détails       |
| 2019 | Championnats d'Europe en salle     | Glasgow                            | 4e       | 400 m     | 46 s 15       |
| 2019 | Championnats d'Europe par équipes  | Varazdin                           | 1er      | 400 m     | 46 s 13       |

## Records
| Épreuve | Épreuve   | Performance  | Lieu   | Date            |
| ------- | --------- | ------------ | ------ | --------------- |
| 400 m   | Plein air | 44 s 84 (NR) | Monaco | 21 juillet 2017 |
| 400 m   | En salle  | 46 s 02 (NR) | Linz   | 27 janvier 2018 |